# ペテン県
ペテン県 (Departamento de Petén) は、グアテマラ共和国にある県 (departamento) である。県都はフローレス。2005年時点の人口は約450,000人である。面積は、国土のおよそ3分の一、33,566平方キロメートルの広大な領域を占める。

## 地理
グアテマラの最北部に位置する。北はカンペチェ州（メキシコ）。

## 歴史

### 形成期・先古典期
紀元前1千年紀前半には、ペテン盆地とミラドール盆地には数々のマヤ文明の祭祀センターが既に築かれていた。ミラドール盆地には、ナクベ、エル・ミラドール、ナーチトゥン、サン・バルトロ、シヴァルといった先古典期の重要なセンターが存在している。

### 古典期
古典期（300年頃から900年頃）に、ティカルを中心とするペテン県一帯はマヤ文明の中心となる。750年頃の最盛期にペテンは数100万人の人口を抱えており、同時代において世界で最も人口が密集した地域の一つであった。いくつかの地区では一平方キロメートル当たり約2,000人の人口があったと推測されている。
古典期では広範囲にわたって農耕が行われ、持続不可能なほどの過度の農耕によって地力が衰え、結果として飢饉を招き、古典期マヤ文明を崩壊へと誘う重大な要因となったことを示す証拠がいくつも残されている。9世紀半ばから10世紀半ばにかけて、古典期マヤ文明の崩壊後ペテンの人口は劇的に減少し、ペテンの人口は3分の2まで落ち込んだと考えられている。

### スペインによる植民地化
ペテンを最初のヨーロッパ人が訪れる数年前、特にヨーロッパ人たちが天然痘を持ち込んだことで、1519年か1520年に天然痘が流行し、大きな被害を受けた。1524年から1525年にかけて、エルナン・コルテス率いる最初の探検隊がペテンを通っており、地域の大部分は深い森によって分断された小さな村々があるだけで、大規模な都市と言えるのは唯一タヤサルのみであると報告されている。
コルテスの探検の後、スペイン人はペテンの大規模な征服に乗りだし、ユカタン、ベリーズ、アルタ・ベラパスから数世代にわたって探検と征服が行われた結果、1697年時点で残るマヤの王国は、サクペテンを都とするKo'woj族、Eixequilを都とするYalnain族、タヤサルを都とするイツァ族だけとなっていた。
スペイン人の街フローレスはタヤサルの上に建設されたが、植民地時代、そして中央アメリカがスペインから独立した後も、密林の中で孤立したへき地にとどまっていた。1840年代にグアテマラ大統領ラファエル・カレーラがグアテマラの主権を主張するために小規模な軍隊をフローレスに派遣した際、メキシコ政府及びユカタン州政府は争うだけの価値の無い地域という決定を下した。
1960年代から、移住を希望し25ドルを支払う市民に対して、グアテマラ政府はペテンの土地を提供した。未舗装ではあったが、フローレスへ通じる道が開かれ、500キロメートルの区間を24時間かけて走行する悪名高いフローレス行きのバスが運行されるようになった。フローレスとティカル遺跡に小規模な空港が建設され、この地域を観光客が訪れるようになった。1970年代前半にはティカルとベリーズを結ぶ道が開かれた。
県内初の舗装路は1982年に敷設された。サンタ・エレナにあるムンド・マヤ国際空港はグアテマラで2番目の空港である。1990年代以降ペテンへの大量の新しい移住者が来るようになった。県の南半分では深刻な森林破壊が行われている。
2011年5月、県内にてメキシコの麻薬カルテル、ロス・セタスの下部組織の手による殺人事件が発生。麻薬組織の活動の活発化を危惧したアルバロ・コロン大統領は、非常事態宣言を発出した。

## 隣接する県
- カンペチェ州
- オレンジウォーク郡
- カヨ郡
- トレド郡
- イサバル県
- アルタ・ベラパス県
- チアパス州
- タバスコ州

## 基礎自治体 (municipio)

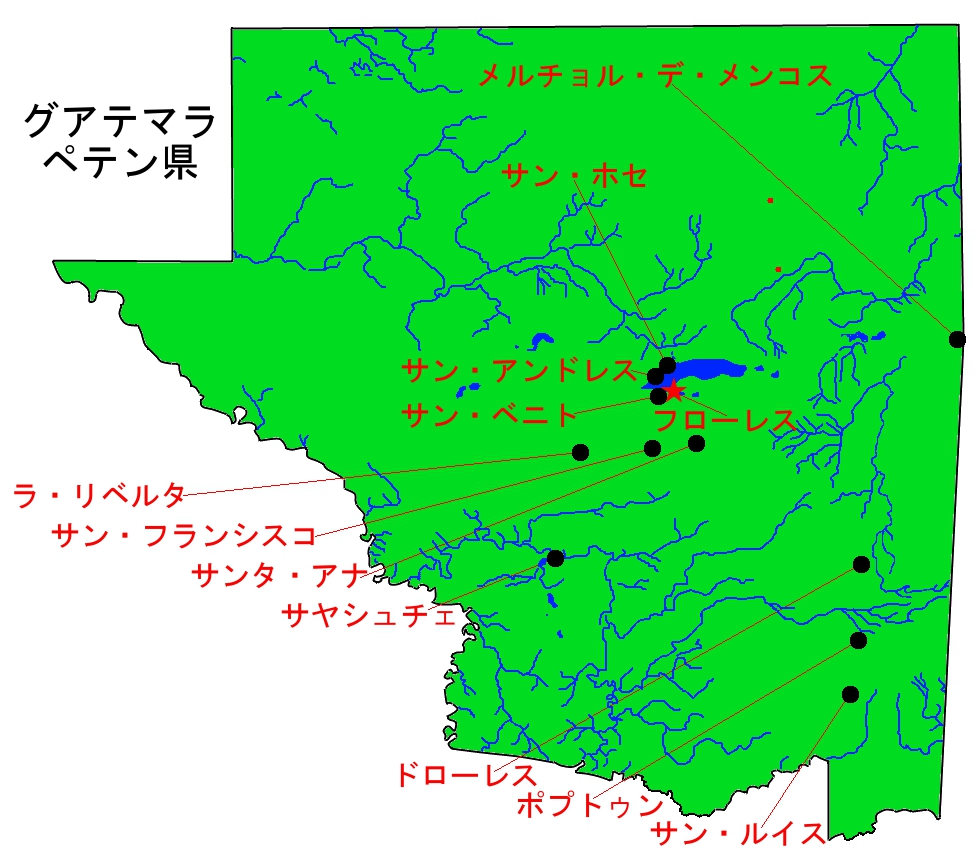
ペテン県の地図

ペテン県には12の基礎自治体 (municipio) が設置されている。2002年時点の人口を併記する。
1. ドローレス (Dolores)　32,404人
2. フローレス (Flores)　30,897人
3. ラ・リベルタ (La Libertad)　67,252人
4. メルチョル・デ・メンコス (Melchor de Mencos)　18,872人
5. ポプトゥン (Poptún)　35,663人
6. サン・アンドレス (San Andrés)　20,295人
7. サン・ベニト (San Benito)　29,926人
8. サン・フランシスコ (San Francisco)　8,917人
9. サン・ホセ (San José)　3,584人
10. サン・ルイス (San Luis)　48,745人
11. サンタ・アナ (Santa Ana)　14,602人
12. サヤスチェ (Sayaxché)　55,578人